# Libín (berg)
Libín är ett berg i Tjeckien.   Det ligger i regionen Södra Böhmen, i den sydvästra delen av landet, 130 km söder om huvudstaden Prag. Toppen på Libín är 1 093 meter över havet, eller 281 meter över den omgivande terrängen. Bredden vid basen är 9,7 km.
Terrängen runt Libín är huvudsakligen kuperad, men söderut är den platt.Runt Libín är det glesbefolkat, med 12 invånare per kvadratkilometer. Närmaste större samhälle är Prachatice, 4,0 km norr om Libín. I omgivningarna runt Libín växer i huvudsak blandskog.